# مأمون البني
مأمون البني (ولد 1363 هـ / 1944 م) مخرج سوري. حاصل على دبلوم في السينماتوغرافيا وماجستير في الإخراج السينمائي من فرنسا. قدم للدراما السورية أكثر من عشرين عملًا، تعاون كثيرًا مع الكاتب ممدوح عدوان، وأخرج ستة أجزاءٍ متتالية من المسلسل الفُكاهي الناقد الشهير مرايا للفنان ياسر العظمة.

## سيرته
ولد مأمون البني في دمشق، يوم السبت 11 رجب 1363هـ الموافق 1 يوليو 1944م. حصل على الثانوية العامة في سوريا، ثم توجه إلى باريس لدراسة التصوير السينمائي في معهد لوي لوميير بعدما فاز بمنحة دراسية، خلال الدراسة في المعهد، تعرّف إلى أساتذة ومخرجين كبار، تأثر بـ جان لوك غودار وفرانسوا تروفو، اللذين كانا محاضرين زائرين. وفي السنة الأخيرة، قرر دراسة الإخراج، وحصل على دبلوم التصوير، ثم عمل في التلفزيون الفرنسي وانتسب إلى جامعة باريس الثامنة، ومنها حصل على شهادة الماجستير في الإخراج. انضم لعضوية نقابة الفنانين السوريين في عام 1974.
أسهمت صداقته مع ياسر العظمة بتطوير العديد من أجزاء مسلسل «مرايا» بدءاً من «مرايا 1997». كما كانت له تجربة مع الأعمال الخليجية، حيث أخرج مسلسل «بين الهدب دمعة»، وهو دراما اجتماعية كويتية معاصرة.
قدّم مأمون البني في الدراما السورية ما يقارب العشرين عملاً، منها: «نساء بلا أجنحة» عام 1987 و«شبكة العنكبوت» عام 1990 و«جريمة في الذاكرة» و«اختفاء رجل» عام 1992 و«الجذور لا تموت» عام 1993 و«المهر الدامي» عام 1994 و«صوت الفضاء الرنان» و«القصاص» عام 1996 و«النصابون» و«القلاع» عام 1998 و «حكايا» عام 2000 و «حكايا المرايا» عام 2001 و«سيف بن ذي يزن» عام 2003 و«عشنا وشفنا» عام 2004 و«أيام الولدنة» عام 2006 و«رفيق وعكرمة» عام 2008.
شاركه جان جينيه في كتابة سيناريو فيلم بعنوان «موتى في سبيل فلسطين» يحكي عن تخرّجه من جامعة باريس الثامنة مطلع السبعينيات، يذكر الفيلم أيضاً قصة المطران كبوشي، رئيس أبرشية القدس للروم الكاثوليك المنفي، وكذلك يصوّر الاغتيالات الصهيونية لمندوبي منظمة التحرير الفلسطينية في العالم.
جعله الفيلم هدفاً لهجمات شرسة في فرنسا، وقامت الشرطة الفرنسية بالتضييق عليه، وحاولت المنظمات اليهودية في باريس منع عرض العمل، وسبّب الفيلم في النهاية طردَه من باريس وسحب إقامته، قبل أن تساعده محامية معنية بالقضية الفلسطينية، هي ميشال بوفيلار، التي رفعت دعوى استعاد إقامته على إثرها. يتذكر مأمون البني تلك التجربة، فيقول: «خلال عرض الفيلم في دمشق، حضره السفير الفرنسي وأعجب به، ما سهل عليّ الحصول على الجنسية الفرنسية عام 1980».
في عام 2013، كتب مأمون البني عبر صفحته على أحد مواقع التواصل الاجتماعي إنه بعد الاتفاق والتحضير لـ«مرايا» 2013، إعتذر ياسر العظمة مني كمخرج عام 2013، كونه منتجاً منفذاً للمسلسل، كلامه أنهى تجربة مشتركة جمعته مع ياسر العظمة، على مدار ستة مواسم من السلسلة الكوميدية الناقدة «مرايا»، التي انطلقت في العام 1982، وتعاقب على إخراجها عدة مخرجين، كان مأمون البني أكثر من تولى بينهم مهمة الإخراج، إضافة إلى المخرج هشام شربتجي.

## حياته الخاصة
تزوّج مرتين، الزواج الأول كان من سيدة فرنسية في منتصف السبعينيات، وله منها ولدان، وانفصلا بعد ذلك لأنها لم تستطع التأقلم مع الحياة في سوريا. وفي مطلع التسعينيات تزوَّج الممثلة واحة الراهب وله منها ولد.

## جوائزه
- حاز على الجائزة الفضية في مهرجان دمشق السينمائي الدولي الثاني، والجائزة الأولى للنقاد العرب عام 1987 عن فيلم «المرأة الريفية».[3]
- حصد جائزة التانيت الذهبي في مهرجان قرطاج السينمائي عام 1980، عن فيمله القصير «يوم في حياة طفل».
- نال مسلسله «أيام الولدنة» خمس جوائز ذهبية، منها جائزة أفضل إخراج في مهرجان القاهرة للإذاعة والتلفزيون.

## وصلات خارجية
- صورة شخصية لمأمون البني